# Sindicato Médico del Uruguay
El Sindicato Médico del Uruguay (SMU) es un sindicato de médicos y estudiantes de medicina uruguayos, que fue creado en 1920 por Augusto Turenne. Ubicado en la calle Lord Ponsonby 2430 en Montevideo.

## Historia
Su historia comienza el 11 de agosto de 1920. Sus integrantes médicos y estudiantes tiene vos y voto, siendo esto una estructura única en le mundo por su representación.
Al rededor de los años treinta, específicamente en 1934 en un café entre médicos y estudiantes afiliados al Sindicato Médico del Uruguay, se plantea la necesidad de crear un centro asistencial para el sindicato: Centro de Asistencia del Sindicato Médico del Uruguay (CASMU).
En 1955 inauguró su sede, en las calles Colonia y Arenal Grande en Montevideo.
Fundada en agosto de 1974, la Revista Médica del Uruguay (RMU) es la publicación científica del Sindicato Médico del Uruguay.
En 1999 Élida Murguía fue honrada con la Distinción Sindical al Mérito en el Ejercicio Profesional, entregada por el Sindicato Médico del Uruguay, también fue galardonada María Teresa Sande en 2002.
El 11 de agosto de 2020, se celebraron los cien años del Sindicato Médico del Uruguay en el Palacio Legislativo, en esa oportunidad actuó el músico uruguuayo Luciano Supervielle.
El logotipo del SMU fue diseñado por el arquitecto Julio Vilamajó. El SMU cuentan con una biblioteca virtual.
Alberto Cid fue Director del Sindicato Médico del Uruguay durante un año en 1988 y es reelecto dos años más tarde en 1990. Fue su directora Zaida Arteta. Desde 2023 su director es José Minarrieta .

## Enlace externo
- Wikimedia Commons alberga una categoría multimedia sobre Sindicato Médico del Uruguay.
- Sindicato Médico del Uruguay en X (antes Twitter)
- Sindicato Médico del Uruguay en Facebook
- Sindicato Médico del Uruguay en Instagram
- Sindicato Médico del Uruguay en YouTube.

- Datos: Q74434461
- Multimedia: Sindicato Médico del Uruguay / Q74434461